# Ángel Vian Ortuño
Ángel Vian Ortuño (Madrid, 7 de mayo de 1914-Madrid, julio de 1999) fue un químico y catedrático español, rector de la Universidad Complutense de Madrid entre 1976 y 1981, el primero elegido democráticamente.
Doctor en Ciencias Químicas y en Química Industrial por la Universidad Complutense de Madrid en 1947 con la tesis: Aprovechamiento como lubricantes de materias primas nacionales mediante voltolisis, en 1949 ganó la cátedra de Química Técnica en la Universidad de Salamanca y en 1955 la cátedra de Química Industrial, Economía y Proyectos en la Universidad de Madrid. Fue autor de obras como Elementos de Ingeniería Química (1952), junto a Joaquín Ocón, El pronóstico económico en Química Industrial (1958) o Introducción a la Química Industrial (1976), entre otras.